# 大源镇 (万年县)
大源镇，是中华人民共和国江西省上饶市万年县下辖的一个乡镇级行政单位。

## 行政区划
大源镇下辖以下地区：
大源村、江田村、界福村、荷溪村、鲇山村、石下村、山背村和严家村。